# Rutger Barnekow (militär)
Rutger Barnekow, född den 3 augusti 1695 g.s. i Bryssel, död den 3 oktober 1772 i Tosterups socken, Kristianstads län, var en svensk militär. Han var son till Kjell Christoffer Barnekow. 

## Biografi
Barnekow blev volontär vid garnisonsregementet i Wismar 1712, fänrik vid Östra skånska infanteriregementet 1712, kaptenlöjtnant där 1714 och kapten 1715, sekundkapten vid Livdragonregementet 1716 och premiärkapten där samma år. Han övergick som ryttmästare till Norra skånska kavalleriregementet 1723, befordrades till major där 1741, till överstelöjtnant 1747 och till överste och chef för sistnämnda regemente 1753. Barnekow beviljades avsked med pension 1762. Han blev riddare av Svärdsorden 1748. Barnekow ägde Tosterups slott och flera gods på Rügen.